# يزدان أباد (قهاب رستاق)
یزدان أباد (بالفارسية: یزدان‌آباد) هي مستوطنة تقع في إيران في قسم قهاب رستاق الريفي. يقدر عدد سكانها بـ 14 نسمة .